# New Berlin, Texas
New Berlin là một thành phố thuộc quận Guadalupe, tiểu bang Texas, Hoa Kỳ. Năm 2010, dân số của xã này là 511 người.

## Dân số
- Dân số năm 2000: 467 người.
- Dân số năm 2010: 511 người.